# کنان شیمشک
کنان شیمشک (ترکی استانبولی: Kenan Şimşek؛ زادهٔ ۱ ژانویهٔ ۱۹۶۸) کشتی‌گیر اهل ترکیه بود.
وی در مسابقات کشوری و بین‌المللی در مجموع برندهٔ ۱ مدال طلا، ۱ مدال نقره، ۳ مدال برنز شده‌است.